# Milan Pantić
Milan Pantić (18 de diciembre de 1954 - 11 de junio de 2001) fue un periodista serbio asesinado por desconocidos el 11 de junio de 2001 en Jagodina.

## Biografía
Pantić era un periodista del diario Večernje Novosti que reportaba desde sobre crímenes, corrupción y juicios que se celebraban en los tribunales de Jagodina. Según su esposa había recibido múltiples amenazas telefónicas en relación con los artículos que había escrito.

## Muerte
Milan Pantić fue asesinado el 11 de junio de 2001, poco antes de las 8 de la mañana, cerca de la entrada del edificio donde residía.
Según el Večernje Novosti, Pantić había salido a comprar pan cuando al arribar a la puerta principal de su edificio fue asaltado por detrás. Los atacantes primero le quebraron el cuello, y luego cuando ya estaba en el suelo golpearon su cabeza varias veces con un objeto cortante.
La South East Europe Media Organisation, una red de corresponsales de la región, condenó el asesinato e instó a las autoridades yugoslavas y serbias a identificar y condenar a los asesinos.
En 2014, Stanko Kojić (condenado en 2013 a 32 años de prisión por genocidio en Srebrenica) fue interrogado sobre el asesinato.
En 2016 el caso seguía sin resolverse y la representante de la OSCE sobre libertad en los medios de comunicación, Dunja Mijatović, instó a las autoridades serbias a intensificar los esfuerzos para resolver este y otros asesinatos de periodistas.